# Alcmena vittata
Alcmena vittata là một loài nhện trong họ Salticidae.
Loài này thuộc chi Alcmena. Alcmena vittata được Ferdinand Karsch miêu tả năm 1880.